# Odile Bouhier
Pour les articles homonymes, voir Bouhier.
Odile Bouhier, née en 1970, est une romancière et scénariste française.

## Biographie
Née à Caen, Odile Bouhier a grandi en Lorraine.
Scénariste formée à La Femis-Ensmis (École nationale supérieure des métiers de l'image et du son), elle travaille pour la télévision, le cinéma et l'édition.
Elle a aussi publié trois romans noirs, récompensés en 2013 par le prix griffe noire de la meilleure trilogie historique.
En 2013, Le sang des bistanclaques reçoit le Prix du Polar Sud-Ouest / Lire en Poche
En 2014, elle écrit les textes du livre collectif Paris Marx.
En 2017, elle publie On ne meurt pas la bouche pleine avec Thierry Marx.
En 2020, elle publie Le Bazar de la Charité, adaptation de la série TF1/Netflix
En 2021, elle publie la nouvelle Ni pieux, ni traître à l'occasion des 150 ans de la Commune de Paris dans un ouvrage collectif.
Elle est également scénariste pour France Télévisions et fait partie du Collectif 50/50.

## Œuvres

### Scénarios
- 2007 : Louis la Brocante, Louis et le condamné à domicile.
- 2011 : Empreintes criminelles coécriture quatre épisodes. Dialogues L'affaire de la prison.
- Depuis 2019 : Plus belle la vie (France 3)

### Romans
- 2011 : Le Sang des bistanclaques, éd. Presses de la Cité, 278 pages. Polar en 1920 à Lyon. En 10-18 (Grands détectives) depuis février 2013[4].
- 2012 : De mal à personne, éd. Presses de la Cité, 230 pages. Polar en 1920 à Lyon. En 10-18 depuis février 2014.
- 2013 : La Nuit, in extremis, éd. Presses de la Cité, 263 pages. Thriller en 1920 à Lyon. En 10-18 depuis septembre 2014[5]
- 2014 : Paris Marx, éd. Flammarion. Recettes de Thierry Marx, textes d'Odile Bouhier, photographies de Mathilde de l'Ecotais
- 2017 : On ne meurt pas la bouche pleine, écrit avec Thierry Marx, éd. Plon, collection Sang Neuf. Polar[6].
- 2019 : Le Bazar de la Charité, Michel Lafon[7].
- 2021 : Ni pieux, ni traître. Nouvelle noire parue à l'occasion des 150 ans de la Commune de Paris dans le recueil collectif Reviendra le Temps.